# Чёрная мудрость
«Чёрная мудрость» — второй  студийный альбом российской блэк-дэт-метал-группы Grey Heaven Fall, выпущенный независимым российским лейблом Aesthetics of Devastation в ноябре 2015 года.

## Стиль
После выхода дебютного альбома группу покинула половина участников. Кардинальное сокращение состава нашло свое отражение в последующем творчестве, музыка стала тяготеть к классическому блек металу, однако с заметным уклоном в сторону прогрессивного метала. Монолитные гитарные риффы и тремоло чередуются с атональными, рваными рисунками, что бы далее сменится длинными мелодичными пассажами соло-гитары. Классические бластбиты переходят в экспериментальные «тонкие» партии, близкие к игре джазовых исполнителей, что делает музыкальное полотно ещё более разнообразным, но так или иначе остающимся очень агрессивным. Техника вокала выдержана в жанровом ключе, в основном это гроулинг, исполненный в достаточно экспрессивной манере. Лирика на русском языке повествует о сложных взаимоотношениях духовных и физических начал, поиске Бога. Альбом официально вышел в двух вариантах оформления: CD, на русском и английском языках. Автор обложки — итальянский художник Sergio Padovani

## Список композиций
1. «Блажен Господь во Скорби» — 6:51
2. «Дух Угнетения» — 11:29
3. «Обреченным Сынам Земли» — 9:03
4. «Святилище Отрезанных Языков» — 3:12
5. «Спокойствие Бесноватого» — 8:54
6. «Тот Гвоздь в Сердце» — 11:51

## Участники записи
- Arsagor — гитары, вокал
- SS — бас-гитара
- Pavel — ударные